# Moeller (Adelsgeschlecht, 1800/1805)

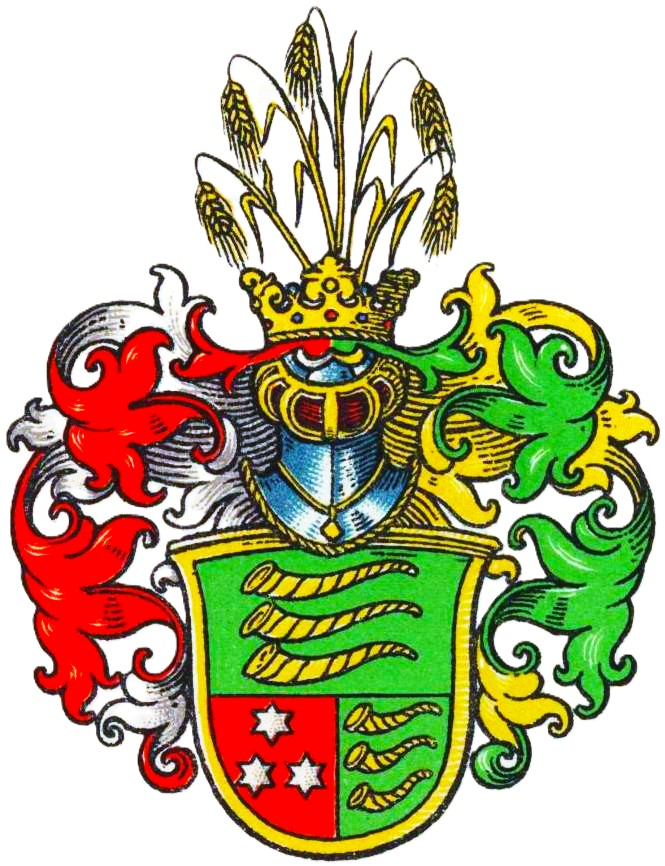
Wappen derer von Moeller im Wappenbuch des Westfälischen Adels

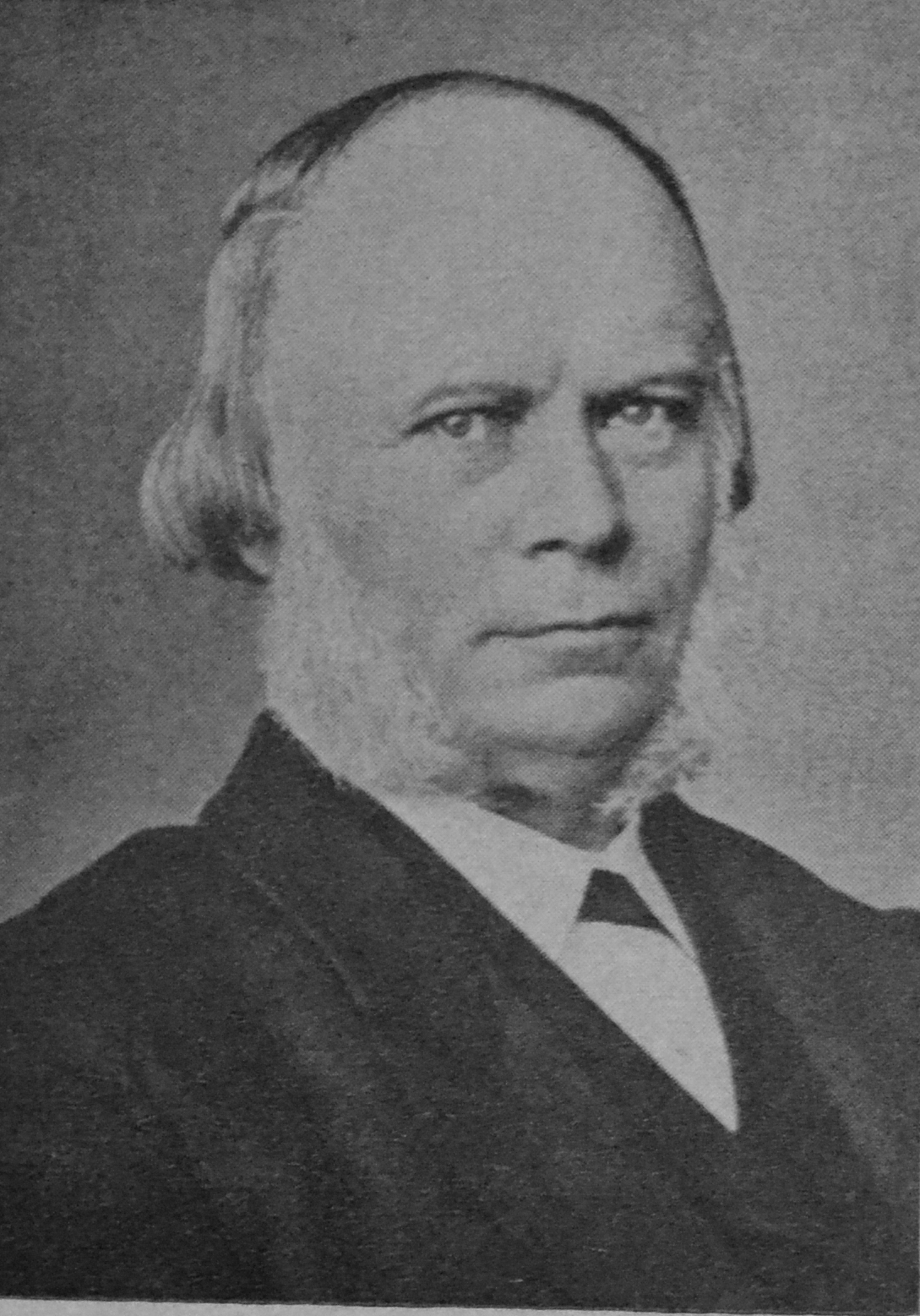
Eduard von Moeller (1814–1880)

Moeller (auch Möller) ist der Name eines westfälischen Briefadelsgeschlechts.
Die Familie ist von einer Vielzahl anderer Adelsgeschlechter mit Namen Moeller/Möller zu unterscheiden (siehe Liste der Adelsgeschlechter namens Moeller).

## Geschichte
Das Geschlecht stammt aus Hessen und beginnt seine Stammreihe mit Adam Müller (* um 1550), Schultheiß zu Schneppenhausen bei Darmstadt. Johann Heinrich Moeller (1723–1789) war Arzt in Bielefeld und lippischer Hofmedikus in Detmold. Am 26. Oktober 1800 wurden die Brüder Ernst August Moeller, Capitain im Füsilier-Bataillon von Greiffenberg, und Carl Wilhelm Moeller, Leutnant im Füsilier-Bataillon von Holzschuher, in den königlich-preußischen Adelsstand erhoben. Am 14. Februar 1805 folgte auch für Friedrich Wilhelm Moeller, Sohn des o. g. Johann Heinrich Möller und promovierter königlich-preußischer Medizinalrat zu Minden sowie schaumburg-lippischer Hofrat, Leibarzt und Besitzer der Domäne Schlüsselburg/Weser, der königlich-preußische Adelsstand. Eduard von Moeller (1814–1880), Sohn des o. g. Friedrich Wilhelm von Moeller, war ein preußischer Politiker und Beamter. Er war Regierungspräsident in Köln und Kassel sowie Oberpräsident der preußischen Provinz Hessen-Nassau und des späteren Reichslandes Elsaß-Lothringen. Eduards Bruder Friedrich Wilhelm von Moeller (1801–1865) war Mitbegründer und Brunnenarzt von Bad Oeynhausen. Seine Schwester Elisabeth von Moeller war mit dem preußischen Oberpräsidenten in Sachsen und Schlesien Wilhelm Felix Heinrich Magnus von Wedell (1801–1866) verheiratet.
Laut Max von Spießen existierte die Familie noch Anfang des 20. Jahrhunderts.

## Wappen
Blasonierung: Golden bordiert; geteilt und unten gespalten. Oben in Grün drei balkenweis gelegte goldgewundene Hörner übereinander, unten rechts in Rot drei (2:1) silberne Sterne, unten links in Grün drei Hörner wie oben. Auf dem gekrönten Helm mit rechts rot-silbernen und links grün-goldenen Helmdecken fünf goldene Ähren. Als Schildhalter links neben dem Schild ein wilder Mann mit Keule auf grünem Boden.